# 539
539 (DXXXIX) var ett normalår som började en lördag i den julianska kalendern.

## Händelser

### November
- 29 november – Antiochia vid Orontes drabbas av en jordbävning.

### Okänt datum
- Kimmei blir japansk kejsare.
- Ravenna blir en exarkatet till Bysantinska riket.
- Waltari mördar sin farbror Wacho och blir kung över lombarderna.

## Födda
- 30 november – Gregorius av Tours, biskop och historiker (död 594)

## Avlidna
- Wacho, kung över lombarderna.